# C. A. Lejeune
Pour les articles homonymes, voir Lejeune.
Caroline Alice (C. A.) Lejeune (1897-1973) était une auteure et journaliste britannique principalement connue pour ses critiques cinématographiques publiées dans le magazine The Observer de 1928 à 1960. Elle est souvent associée à sa rivale Dilys Powell publiée dans le Sunday Times de 1940 à 1976.